# 2-Naphthylamin
2-Naphthylamin ist ein Derivat des Naphthalins. Es gehört zur Gruppe der aromatischen Aminoverbindungen. 1-Naphthylamin ist ein Isomer von 2-Naphthylamin.

## Geschichte
Bereits 1895 wurde von dem Chirurgen Ludwig Rehn ein vermehrtes Auftreten von „Blasengeschwülsten bei Fuchsin-Arbeitern“ berichtet. Rehn vermutete, dass die Krebserkrankungen durch Anilin ausgelöst wurden. Es gilt jedoch mittlerweile als gesichert, dass Anilin nur ein sehr geringes Potenzial zur Ausbildung von Harnblasenkarzinomen hat. Ab 1925 wurden in Deutschland „Erkrankungen durch Nitro- und Aminoverbindungen der aromatischen Reihe“ als Berufskrankheit in der Ersten Berufskrankheitenverordnung anerkannt. 1936 wurde der Titel der Berufskrankheitenverordnung in „Erkrankungen durch Krebs oder andere Neubildungen sowie Schleimhautveränderungen der Harnblase durch aromatische Amine“ geändert, der in dieser Form noch bis heute Bestand hat.
Interessanterweise konnten bis heute bei den üblichen Versuchstieren Maus und Ratte keine Harnblasentumore durch aromatische Amine ausgelöst werden. 1938 konnte W. C. Hueper und Kollegen bei Versuchen mit Hunden erstmals im Tiermodell mit 2-Naphthylamin Blasenkrebs auslösen. Bis heute sind Hund und Mensch die einzigen bekannten Spezies, die einen durch aromatische Amine induzierten Blasenkrebs ausbilden können. Die Ursache dafür ist, dass Hunde keine Aktivität an dem Enzym N-Acetyltransferase haben, womit eine sichere Entgiftung der aromatischen Amine über die N-Acetylierung möglich wäre. 1943 wurde in Deutschland die Produktion von 2-Naphthylamin eingestellt. 1972 folgte Japan als letzte Industrienation.

## Gewinnung und Darstellung
2-Naphthylamin lässt sich durch Umsetzung von 2-Naphthol mit Ammonium-Zinkchlorid bei 200 bis 210 °C herstellen. Wird 2-Naphthol mit Ammoniumacetat auf 270 bis 280 °C erhitzt, bildet sich das Acetyl-Derivat des 2-Naphthylamins. Durch die Umsetzung von 2-Naphthol mit Ammoniak in einer Bucherer-Reaktion kann ebenfalls 2-Naphthylamin gewonnen werden.

## Toxizität
Die von 2-Naphthylamin hervorgerufenen Tumoren bilden sich im Wesentlichen an den ableitenden Harnwegen und dort vor allem an der Harnblase. Die malignen Neoplasien entwickeln sich teilweise erst Jahrzehnte nach dem Kontakt mit 2-Naphthylamin. Typisch sind dabei breitbasige aufsitzende oder gestielte Papillome. Daneben gibt es Indizien, dass auch andere Tumoren durch 2-Naphthylamin erzeugt werden können. Einigen Studien zufolge spielt bei dem Erkrankungsrisiko der individuelle Stoffwechsel (Metabolismus) eine entscheidende Rolle.
2-Naphthylamin kann offensichtlich durch De-Phenylierung beim Metabolismus von N-Phenyl-2-naphthylamin (PBNA), einem Gummi-Additiv, entstehen.
Im Tabakrauch konnte 2-Naphthylamin nachgewiesen werden.

## Metabolismus
2-Naphthylamin wird mit einer Halbwertszeit von etwa sieben Stunden renal ausgeschieden. Dabei sind zwei unterschiedliche Metabolisierungsschritte möglich: Eine N-Acetylierung oder eine N-Hydroxylierung. Die N-Acetylierung führt zu einer weitgehenden Entgiftung der Substanz, während die N-Hydroxylierung in den Erythrozyten zu N-Nitroso-2-naphthylamin führt. Die Nitrosoverbindung kann an Thiol-Gruppen des Glutathions oder auch des Hämoglobins binden. Ein Teil wird jedoch als Konjugat mit der Glucuronsäure zur Niere abgeleitet und dort im Harn wieder freigesetzt. Dabei entstehen Arylnitrenium-Ionen, die beispielsweise mit den Schleimhäuten der Harnblase reagieren können und dort an Proteine, aber auch DNA und RNA binden können, was letztlich eine karzinogene Wirkung bedeutet.
Personen, bei denen der Metabolismus von 2-Napthylamin bevorzugt über die N-Acetylierung erfolgt, haben in der Folge ein geringeres Risiko einer durch 2-Naphthylamin induzierten Krebserkrankung.

## Verwendung
2-Naphthylamin wurde früher zur Herstellung von Azofarbstoffen und als Alterungsschutzmittel (Antioxidans) von Gummi verwendet. Die Substanz darf nach reduktiver Spaltung von Azogruppen nicht von Textilien oder Ledererzeugnissen, die längere Zeit mit der menschlichen Haut direkt in Berührung kommen, freigesetzt werden (Anlage 1 der Bedarfsgegenständeverordnung).
Aufgrund seiner beim Menschen nachgewiesenen krebserregenden Wirkung wird es industriell kaum noch verwendet. Es ist weitgehend durch ungefährlichere Stoffe ersetzt worden.